# Karl von Müller
Karl Friedrich Max von Müller (Hannover, 16. lipnja 1873. -  Braunschweig, 11. ožujka 1923.) je bio njemački kapetan i vojni zapovjednik. Tijekom Prvog svjetskog rata zapovijedao je lakom krstaricom SMS Emden.

## Obitelj
Karl von Müller je rođen 16. lipnja 1873. u Hannoveru pruskoj vojničkoj obitelji. Njegov djed Georg Müller je bio bojnik u pruskoj vojsci, dok mu je otac Hugo u pruskoj vojsci dostigao čin pukovnika. Müllerova majka Charlotte Müller rođena Bennigsen kći je hannoverskog generala Karla von Bennigsena, te je također potjecala iz vojničke obitelji. Karl je bio najmlađe dijete u obitelji jer su Hugo i Charlotte Müller osim njega imali i starijeg Richarda rođenog 1869., te kćer Elfriede koja je rođena 1871. godine. U lipnju 1920. sklopio je brak s Juttom von Hanstein s kojom je imao dvije kćeri i to Elfridu koja je rođena 1921. godine i Karlu rođenu 1923. godine. Nakon Müllerove smrti njegova udovica i kćeri su od ožujka 1934. koristile prezime Müller-Emden.

## Vojna karijera
Müller je srednju školu pohađao u Hannoveru i Kielu. Nije bio dobar učenik, te je imao probleme u učenju latinskog, francuskog i engleskog tako da je morao primati i privatnu poduku. U travnju 1888. počinje pohađati vojnu školu u Plönu, da bi se u travnju iduće 1889. godine premjestio u kadetsku školu u Gross-Lichterfeldeu u blizini Berlina. U travnju 1891. počinje pohađati Pomorsku školu u Kielu. Tijekom 1891. služi na školskom brodu Stosch, te potom na školskoj korveti Gneisenau. U srpnju 1894. promaknut je u čin poručnika, a tijekom te godine služi i na topničkom trenažnom brodu Mars. Nakon toga se kao signalni časnik nalazi na službi na oklopnjači SMS Baden, te potom na SMS Sachen. Od rujna 1895. služi na jedrenjaku SMS Moltkeu koji se nalazio na Sredozemlju, da bi nakon toga od travnja 1896. bio na službi na neoklopljenom krstašu SMS Gefion. U listopadu 1896. premješten je na torpedni školski brod Blücher na kojem se nalazi do travnja 1897. kada je raspoređen na aviso SMS Blitz. Potom od siječnja 1898. ponovno služi na torpednom školskom brodu SMS Blücher. U travnju 1898. premješten je na neoklopljeni krstaš SMS Schwalbe koji se nalazio u Njemačkoj Istočnoj Africi. Tijekom službe u Africi obolio je od malarije, koji zdravstveni problemi će ga pratiti i u njegovoj daljnjoj karijeri. Nakon povratka u Njemačku, u kolovozu 1900. premješten je na službu na kopno gdje služi u 1. pomorskom inspektoratu u Kielu.
U studenom 1902. imenovan je drugim topničkim časnikom na bojnom brodu SMS Kaiser Wilhelm II koji je bio zapovjedni brod princa Henrika Pruskog. Od listopada 1903. pohađa Pomorsku akademiju u Kielu, zajedno s kasnijim zapovjednikom njemačke mornarice Erichom Raederom. Nakon završetka iste, u listopadu 1904., raspoređen je na mjesto drugog topničkog časnika na bojnom brodu SMS Kaiser Friedrich III. Na navedenom bojnom brodu služi do rujna 1905. kada je premješten na bojni brod SMS Kaiser Wilhelm der Grosse na kojem služi idućih godinu dana, do listopada 1906., kada je raspoređen na službu kao stožerni časnik u zapovjedništvo flote. U prosincu 1908. unaprijeđen je u čin kapetana korvete, da bi u rujnu 1909. raspoređen u središnji odjel ministarstva mornarice kojim je rukovodio Alfred von Tirpitz. Navedenu dužnost obnaša do prosinca 1912. kada je imenovan zapovjednikom lake krstarice SMS Emden koja se u sastavu Istočnoazijske eskadre nalazila u njemačkoj koloniji Tsingtao. Müller je Njemačku napustio u travnju 1913. parobrodom Königin Luise, te 29. svibnja 1913. preuzima zapovjedništvo nad SMS Emdenom. Ubrzo nakon preuzimanja dužnosti u kolovozu 1913. sudjeluje u bombardiranju pobunjenih tvrđava na rijeci Jangce i oko Nankinga za što je i odlikovan.

## Prvi svjetski rat
Na početku Prvog svjetskog rata Müller se sa SMS Emdenom nalazio u Tsingtaou. Iz Tsingtaoa je isplovio 31. srpnja 1914., te je već 4. kolovoza presreo ruski parobrod Rjasan. Na istom je bilo više ženskih preplašenih putnica, te je Müller navedeni, sada zarobljeni brod, prepratio u Tsingtao, što je bio prvi njemački pomorski trofej u Prvom svjetskom ratu. Müller je ubrzo ponovno isplovio iz Tsingtaoa, te se na Marijanskim otocima našao s glavninom Istočnoazijske eskadre kojom je zapovijedao Maximilian von Spee. Tijekom konferencije na otoku Pagan, Müller je predložio da se jedna laka krstarica odvoji od eskadre, te uputi u Indijski ocean kako bi remetila trgovačke putove na njemu, te istodobno skrenula pozornost s glavne eskadre koja se uputila prema domovini. Navedeni plan je prihvaćen, te je provedba istog povjerena Mülleru i SMS Emdenu.
Idućih tjedana Müller je počeo potapati britanske i savezničke trgovačke brodove koji su u stotinama bez pratnje plovili Indijskim oceanom. Uspio je u potpunosti poremetiti plovidbu, te su protiv njega upućene znatne britanske, francuske i ruske snage sa zadatkom njegovog zaustavljanja. Müller je bio poznat po izrazitom korektnom i džentlmenskom postupanju prema protivnicima. Pazio je na civilne žrtve tako da je tijekom njegovog djelovanja od Emdenovih topova poginulo svega pet britanskih mornara tijekom bombardiranja naftnih postrojenja u Madrasu. Müller je 28. listopada 1914. uspješno napao Peneng, te je tom prilikom potopio ruski krstaš Žemčug, te francuski razarač Mousquet.
Nakon uspjeha kod Penenga, Müllera i njegovu laku krstaricu tražila su 72 saveznička broda, ali ih je Müller usprkos takvoj potrazi uspio izbjeći. Odlučio je napasti Kokosove otoke, te tamo uništiti radio stanicu koja se tamo nalazila i koordinirala potragu za njim. Pred Kokosove otoke došao je 9. studenog 1914., te je, s obzirom na to da oko njih nije bilo britanskih brodova, odlučio da na glavni otok iskrca 50-ak mornara pod zapovjedništvom njegovog prvog časnika Hellmutha von Mückea sa zadatkom uništenja radio stanice. Radio stanica je međutim, prije uspjela poslati poruku koju je primila laka krstarica HMS Sydney koja se nalazila na udaljenosti 52 nautičke milje (96 km) od otočja. Emden je presreo poruku, ali je pogrešno procijenio da se britanski brod nalazi udaljen 250 nautičkih milja (460 km), te da ima dovoljno vremena da uništi radio stanicu i pobjegne. U 9,00 sati primijećen je najprije dim, a zatim i HMS Sydney tako da nije bilo vremena da se Mückova ekspedicija vrati na brod. Müller je sa SMS Emdenom pokušao pobjeći, ali je u dvosatnoj bitci prisiljen nasukati brod, te se predati. 

Müller je s ostatkom posade prebačen na Maltu gdje se zatočen u tvrđavi Verdala. U listopadu 1916. odvojen je od svoje posade, te prebačen je u Englesku u zarobljenički logor za njemačke časnike. Iz istog je u rujnu 1917. putem podzemnog tunela zajedno s još 21 zarobljenikom pokušao pobjeći, ali je uhvaćen, te osuđen na 56 dana strogog zatvora. Uvjeti u Engleskoj i zarobljeničkom logoru pogoršali su njegovo zdravstveno stanje, tako da je upućen u Nizozemsku u sklopu humanitarne razmjene zarobljenika. Iz Nizozemske je 23. rujna 1918. otpušten u Njemačku. Tijekom internacije u Nizozemskoj odlikovan je ordenom Pour le Mérite.

## Poslije rata
Nakon povratka u Njemačku, Müller je promaknut u čin kapetana bojnog broda. Nekoliko mjeseci obnašao je dužnost načelnika općeg odjela u ministarstvu mornarice, da bi 11. siječnja 1919. na vlastiti zahtjev bio umirovljen. Preselio se u Braunschweig, te je odbio napisati knjigu o svojem ratnom putu i uspjesima. Počeo se baviti i politikom, te je na listi Njemačke nacionalne narodne stranke izabran u parlament Slobodne države Braunschweig. Početkom 1923. obolio je od upale pluća, te je od posljedica navedene bolesti preminuo 11. ožujka 1923. godine u 50. godini života u Braunschweigu gdje je i pokopan.
Müller je još za života proglašen počasnim građaninom Braunschweiga i Emdena. Također, u navedenim gradovima, kao i Hannoveru postoje ulice koje nose njegovo ime. Po njemu je nazvana i vojarna u Emdenu u kojoj je do listopada 1997. smještena 11. bojna njemačke vojske.

## Vanjske poveznice
(eng.) Karl von Müller na stranici Historynet.com

(njem.) Karl von Müller na stranici Bordgemeinschaft der Emdenfahrer.de

(njem.) Karl von Müller na stranici Personenlexikon.net